# Хусейн-хан Каджар
Хусейн-хан Казвани Девелу Каджар, известный также как Хусейн-Кули-хан Сардар-е Эривани (азерб. Hüseynqulu xan Qacar, перс. حسین خان سردار ایروانی‎); (1743—1831) — последний правитель (сардар) Эриванского ханства.

## Происхождение
Хусейн-хан Каджар родился по одной версии в 1743 году, по другой — приблизительно в 1742 году в Казвине. Был родом из тюркского кочевого племени Каджар, из клана Гованлу. Сын Мухаммед-хана Каджара. Находился в родстве с царствующей в Иране династией, Фетх-Али шах женился на его сестре, а наследный принц Аббас-Мирза отдал свою дочь замуж за его сына. До пожалования его в ханы был пограничным военачальником в Эривани.

## История

### Первые  годы
В исторических источниках имя Хусейн Кули-хана впервые упоминается как слуга во дворце в Ширазе. Гусейнгулу-хан был одним из доверенных генералов Фетх-Али шаха, в 1800—1802 годах он руководил охраной дороги между Казвином и Тегераном, за личную храбрость получил прозвище «Казвини». Через некоторое время по приказу Фетх-Али шаха Хусейн-Кули-хан был назначен командующим пограничными войсками Хорасана.
Он был в числе тех, кто участвовал в заговоре против Ага Мохаммад Шаха, также с Фетх-Али Шахом они выступали против Садик Хана Шагаки.

### Приход к власти
В августе 1806 года ереванцы восстали против Мехти Кули-хана, который обложил население непосильными налогами. В августе того же года Мехти Кули-хана сменил хан Мараги и Тебриза — Ахмед-хан Мукаддам. Ахмед-хан прибыл в Ереван из Тебриза с многочисленными пехотными и кавалерийскими отрядами и сменил прошлого хана. Хотя он и завоевал симпатию населения, но находился у власти всего три месяца.
Из-за вспыхнувшей в Ереване эпидемии, хан тяжело заболел и не смог должным образом заниматься государственными делами. Ахмед-хан умер 17 октября 1806 года, а Мухаммед-хан Каджар, отстранённый от ханства по просьбе Фетх-Али шаха, снова вернулся в Эриванское ханство, но не смог продолжать своё правление.
В 1806 году Фетх-Али шах назначил Хусейн-хана новым хакимом в Ереване и дал титул «сардар» — то есть командующий всеми военными силами на левом берегу реки Аракс, а также ему были предоставлены многочисленные конные и пехотные войска.

### Период доГюлистанского договора1813 года
В начале 1806 года генерал Цицианов решил двигаться в сторону Еревана, но в июне того же года был убит у ворот крепости Баку, и был назначен генерал Гудович. В декабре 1806 года османы объявили войну Российской империи. Аббас-Мирза, надеясь, что Россия сумеет вести войну на два фронта — и с каджарами, и с османами, напал на Карабахское ханство с десятитысячным войском.
4 мая 1807 года был подписан договор между Иранами и Францией, по условиям которого Франция обязалась защитить территорию Ирана, добиться подчинения Грузии Ирану, и помочь в борьбе против Российской империи, а также пообещала снабдить Каджаров оружием и восстановить армию. После заключения ирано-французского договора, в 1807 году в Иран прибыла группа инженеров из Франции под руководством генерала Гарда. Некоторые из них пришли в Ереван по просьбе шаха и стали укреплять крепости.
Генерал Гудович писал об этом:
«Эриванская крепость была укреплена по европейским военным правилам, имеет две стены, ров и стену из земли. На вершине холма они разместили пушки с шарами обработанными известью, которые раньше здесь не использовались местными военными. Жители Еревана стали использовать бронебойно-фугасные снаряды, что является результатом деятельности французских инженеров»
Хотя Российская империя и пыталась установить дипломатические отношения с Каджарами, это не имело никаких результатов. По этой причине в начале сентября 1808 года российская армия двинулась к границе Еревана и стала лагерем в магале Памбаки (область Лори, Армения). Это известие сильно встревожило местное население. В большинстве районов ханства население отступило в крепости, горы и южнее реки Аракс. Чтобы отвлечь внимание шахских войск от Еревана, российское командование подготовило план наступления на Нахичевань. Этот план должен был осуществить генерал Небольсин, стоявший на берегу реки Тертер в Карабахе. В его подчинении было 78 офицеров и 3062 солдата. К этой армии присоединился и отряд Джафаргулу-хана Шекинского.

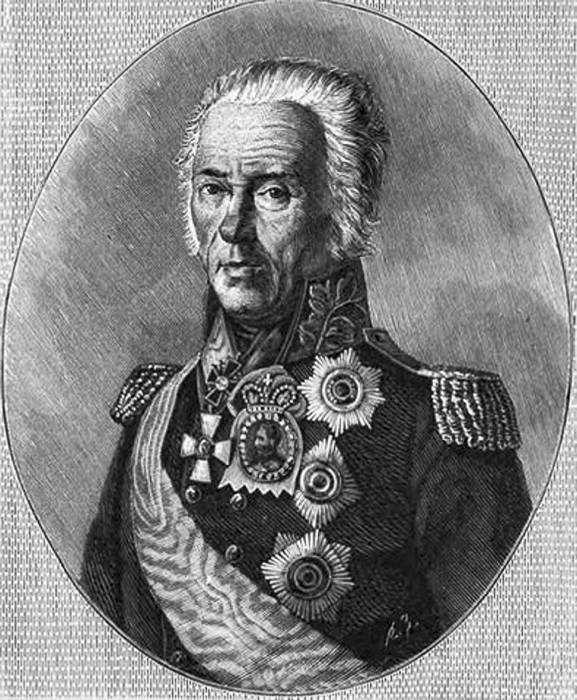
Иван Гудович

Хусейн-хан смог принять определённые оборонительные меры. Как только он пришёл к власти в Ереване, он усилил оборону крепости, углубил ров, начинающийся от реки Раздан и окружавший крепость, и увеличил состав крепостного гарнизона. Кроме того, Хусейн-хан позаботился о сохранности своего имущества. Большую и ценную часть своего имущества хан отправил в город Хой, а небольшую часть оставил в Ереване вместе с женой. Хусейн-хан принял военные меры, в том числе для увеличения численности вооруженных сил и наблюдения за передвижением российских войск. Согласно его указанию, Ереванский кавалерийский отряд численностью 600 человек охранял магал Апаран, а отряд кавалерии численностью 15 человек охранял село Судакенд. Хусейн-хан  разослал людей по сёлам и начал собирать вооружённые силы. Местное население также было призвано в армию. Всего Хусейн-хан имел вооружённый кавалерийский отряд численностью 6 тыс. человек.
Движение российских войск беспокоило нового ереванского хана; он срочно решил пойти со своими отрядами к Апарану и остановить их. Однако потерпев поражение в Аштараке, отступил. В ходе столкновения 26 сентября 1808 года бойцы из Еревана потерпели поражение и отступили. На следующий день группе российских войск, возглавляемой лично Гудовичем, удалось без труда занять Эчмиадзинский монастырь и разбить лагерь в селе «Карабах» под Ереваном. Когда это произошло, Хусейн-хан под командованием своего брата Гасан-хана Каджара, оставив в крепости гарнизон из двух тысяч человек, сам вышел из крепости с пятью тысячами воинов и расположился лагерем на берегу реки Гейдарчай.
Уже 3 октября российские войска под предводительством Гудовича переправились через реку Раздан и осадили Эриванскую крепость. Гудович потребовал сдачи горожан и коменданта крепости Гасан-хана Каджара. 4 октября граф Гудович впервые обратился с письмом к ереванцам, призвав их добровольно подчиниться российским войскам, и пообещал неприкосновенность себя и своего имущества. Он пригрозил, что их не пощадят, если они будут сопротивляться. С этого времени Хусейн-хан несколько раз отправлял войска из своего лагеря в сторону Еревана и пытался проникнуть в крепость. Однако, зная об этом, Гудович сорвал планы хана. Ереванцы потерпели поражение в бою с посланными им бойцами под предводительством подполковника Подлуцкого
Услышав, что Хусейн-хан потерпел поражение, Фетх-али шах послал на помощь ереванцам пятитысячную армию под предводительством Фараджуллы-хана. Чтобы предотвратить эту опасность, генерал Гудович послал на помощь отряду Подлуцкого генерал-майора Портнягина с дополнительными войсками. На Портнягина было возложено общее руководство армией. Однако российская армия не смогла вступить в открытый бой с ереванским ханом. Не встречая нигде сопротивления, генерал Портнягин двинулся на левый берег Аракса и расположился лагерем в селении Шадли. Здесь Портнягин получил известие о том, что российская армия под командованием генерала Небольсина уже начала наступление на территорию Нахичеванского ханства. Услышав эту новость, Аббас-Мирза бросился туда с армией, состоящей из 12 пушек, 3000 пехотинцев с 60 фальконетами и 10.000 кавалеристов. 28 октября 1808 года в селе Карабаба, расположенном в 18 верстах от Нахичевана, произошло сражение между авангардом российской армии под командованием полковников Лисаневича и Котляревского и княжеской армией. В этой битве царская армия потерпела поражение и отступила. 1 ноября при помощи Шихали-бея, сына хана Нахичевана, российская армия без боя заняла Нахичевань.
Несмотря на то, что Нахичевань был взят российскими войсками, Гудович не пошёл в атаку на захват Эриванской крепости. Он написал Гасан-хану и потребовал от него передать её. Воспользовавшись этим, Гасан-хан выиграл время отказом и усилил оборону форта. Затянувшаяся осада, наступившие холода и недостаток продовольствия усугубили положение российских войск. Наконец, Гудович решил взять крепость штурмом. Нападение на Эриванскую крепость было назначено на 17 ноября 1808 года в 5 часов утра. Российские войска были разделены на пять батальонов. Четыре батальона должны были атаковать с разных направлений, а пятый батальон должен был стоять в резерве. Но они встретили серьёзное сопротивление. Как только началась атака, гарнизон крепости Эривани артиллерийским огнём отбросил их назад.
Убедившись, что войти в город ему не удастся, Гудович отдал приказ снять осаду и наступление и вернуться в Тифлис. 1 декабря генерал Небольсина был вынужден покинуть Нахичевань и вернуться в Карабах. Российское правительство отправило в отставку верховного главнокомандующего на Кавказе Гудовича. Вскоре на его место был назначен генерал Тормасов. В конце июня 1809 года в Ереван прибыло 15-тысячное войско Каджаров во главе со старшим сыном шаха Мохаммад-Али ханом. Целью этого отряда было наступление на российские пограничные заставы, расположенные в магалах Памбаки и Шарур. В это войско из Еревана и других ханств было поставлено 1000 халваров и 7000 халваров продовольствия. Кроме того, Хусейн-хан запретил продажу зерна в соседние страны, чтобы защитить зерновые запасы ханства. Он прекратил экспорт зерна в подконтрольный российским войскам Шарурский магал, сославшись на распространение болезни среди населения.
Несмотря на поражение, войска Хусейн-хана часто продолжали нападения на территории, занятые российской армией. По его указанию в начале июня 1810 года под предводительством Нагы-бека в Казахский султанат было направлено двухтысячное ереванское войско. В этом походе ереванскому войску удалось захватить много крупного рогатого скота и лошадей. Однако пользы от этой победы ереванцы не получили. Так, группа российских войск под предводительством майора Джораева по пути напала на ереванцев и сумела вернуть большую часть добычи.
Неудачи Российской империи на Южном Кавказе заставили британцев активизироваться в регионе. В Ереван с территории Османской империи прибыла группа британских военных специалистов. По их настоянию Хусейн-хан напал на Грузию с территории Османской империи с 20-тысячным войском. Однако добиться успешного результата в этой кампании ему не удалось.
После провала плана нападения на магалы Памбаки и Шарур через территорию Османской империи Хусейн-хан не вернулся в Ереван, опасаясь Аббаса-Мирзы. Он и его группа расположились лагерем в селе Гаджибайрамлы, расположенном в районе впадения реки Арпачай в Аракс. Отсюда Хусейн-хан намеревался отправиться в крепость Кёроглу. Тем временем армия шаха, потерпевшая поражение в битве при Хамамлы, заняла позицию в Ереване под командованием Аббаса-Мирзы. Аббас-мирза разрешил вернуться к Хусейн-хану, который перед выездом из Еревана остановился в селе Гаджибайрамлы. Хан вернулся в Ереван только после того, как ему было отправлено три сообщения.
Хотя войска шаха отступили на юг, ереванский хан продолжал сражаться с российской армией. Даже после того, как Хусейн-хан вернулся в Ереван, он не отказался от своего плана напасть на потерянные магалы вместе с османскими пашами. Вскоре ему удалось установить контакт с хакимом Эрзурума Эмином-пашой. Между ними была устроена встреча для обсуждения плана атаки. Эта встреча должна была состояться 30 августа 1811 года у крепости Магизберд, расположенной на правом берегу Арпачая. Однако встреча не состоялась, так как Эмин-паша был убит при приближении туда. В результате Хусейн-хан вернулся в Ереван ни с чем.
В апреле 1810 года по предложению шаха, во время переговоров между Российской империей и Ираном в Аскеране, российская сторона стала организовывать один за другим грабительские и разрушительные военные походы на Ереван, чтобы принудить ереванцев вступить под свою защиту. Наставление главнокомандующего Лисаневичу, готовившемуся к одному из таких походов, гласило: — «Наведите на них великий ужас и разорение сей экспедицией, чтобы они никогда не забыли её. Захватите как можно больше семей». За 10 дней под предводительством Лисаневича, напавшего внезапно с 4 батальонами и 200 всадниками, в Ереване было убито много мирных жителей и разрушены сёла. В марте 1813 года полковник Пестель начал новый поход против Эриванского ханства. Российские войска, атаковавшие большим количеством живой силы и 6-ю пушками, нанесли тяжелый удар по населению ханства. Главнокомандующий наградил Пестеля орденом Анны 11-й степени за «храбрость» в этой кампании.
12 октября 1813 года в селении Гюлистан был подписан договор, которым объявлялось об окончании первой русско-персидской войны. По условиям договора все ханства кроме Эриванского и Нахичеванского отдаются Российской империи.

### События доТуркманчайского договора1828 года[30]
25 ноября 1814 года британское правительство заключило новое соглашение с Ираном, после которого шахское правительство получило финансовую и военную помощь от Англии и с помощью британских специалистов приступило к реорганизации своей армии по европейскому военному порядку. Каджары тогда потребовали от Российской империи пересмотреть условия Гюлистанского договора. Однако результатов переговоров не было. Между пограничными войсками Российской империи и Эриванского ханства возникла напряжённая обстановка, так как не было достигнуто соглашение по решению спорных вопросов. Российские войска продолжали занимать территории в северной и северо-восточной частях озера Севан.

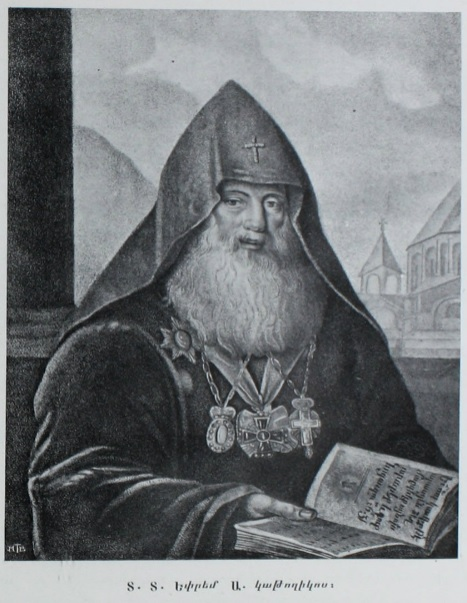
Ефрем Дзорагехци (1740—1835) — католикос всех армян во время правления Хусейн-хана

В январе 1822 года в Гюлистан, расположенный в Карабахе, приехал католикос Епрем I (1809—1830) сославшись на жёсткую налоговую политику хана. Он решил пожаловаться на хана, посетив А. П. Ермолова. Однако главнокомандующий не принял католикоса, опасаясь дальнейшего обострения отношений с шахским правительством. Но католикос не вернулся в Эчмиадзин и 20 июня 1822 года отрёкся от католичества. Хусейн-хан выразил недовольство и потребовал возвращения католикоса. Когда католикос не вернулся, Хусейн-хан стал устраивать нападения как на Эчмиадзин, так и на сторожевые посты российских войск, находившиеся на границе. Российское командование просило Аббаса-Мирзу пресечь подобные случаи. Неотступность Хусейн-хана и усиление давления на пограничные заставы вынудили российское командование пойти на компромисс. В результате в 1821 году ереванцам разрешили пасти скот на пастбище Гокче. Кроме того, А. П. Ермолов согласился начать переговоры по определению линии границы со стороны Эриванского ханства. С этой целью Фетх-Али шах отправил в Тифлис хана Тебриза. В ходе переговоров российская сторона перестала требовать территории сёл от Карвансара, принадлежащего магалу Апаран, до магала Шарура со стороны реки Арпа.
В марте 1825 года переговоры возобновились. В ходе переговоров Ермолов ещё раз потребовал компрометации принадлежащих Карабахскому ханству земель Мегри и Капана, а также передачи Российской империи территорий вокруг озера Севан. Стороны так и не смогли прийти к соглашению, и 28 марта 1825 года между Ираном и Российской империей был составлен специальный акт, согласно которому Иран уступает Российской империи спорные территории при проведении линии границы. Одним из таких районов были северные и восточные берега Севана, принадлежавшие Эриванскому ханству. Хусейн-хан выразил своё неудовольствие, написав специальное письмо главнокомандующему о своём несогласии с этим документом.

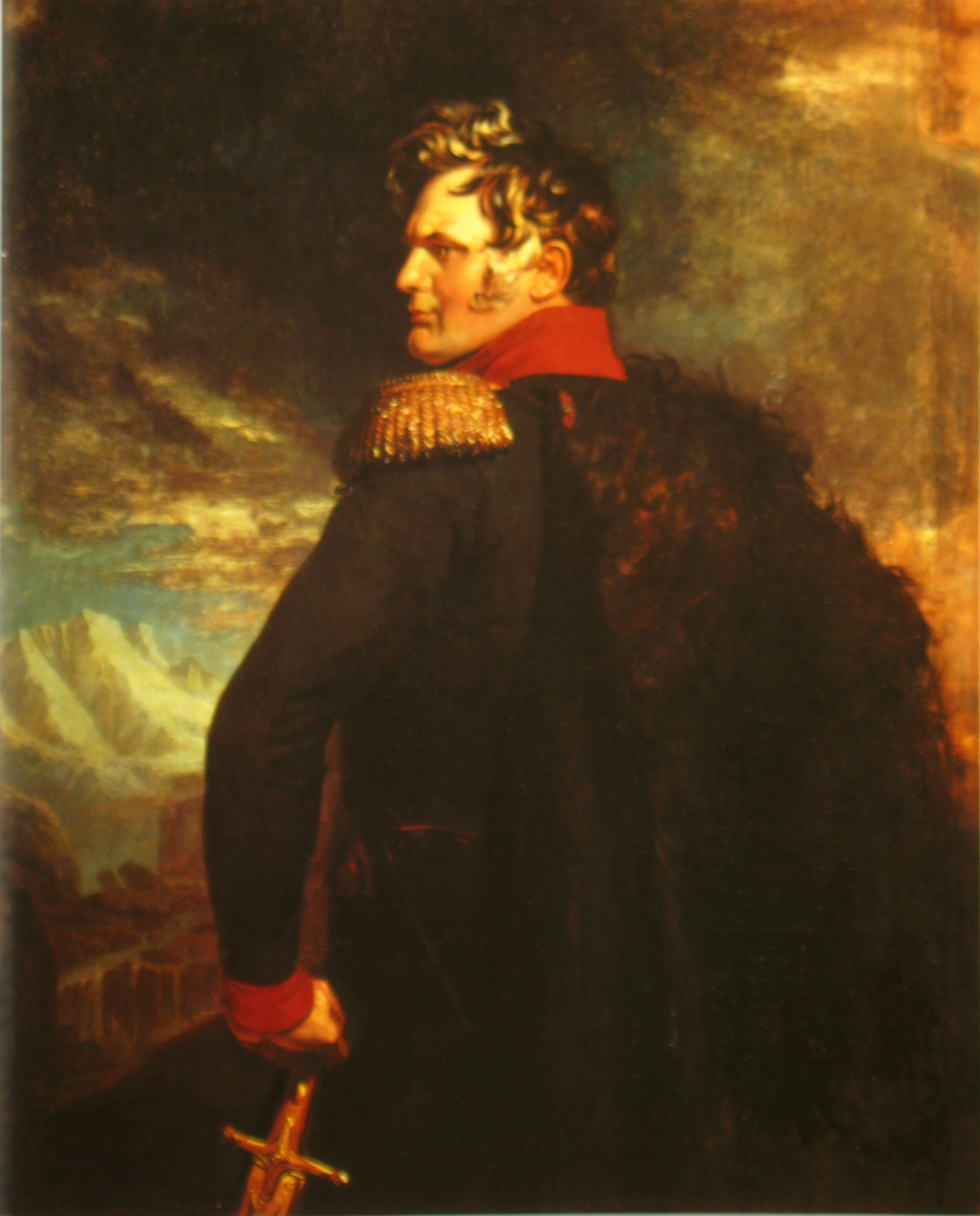
Алексей Ермолов

Ереванский хан, не желавший терять принадлежащие ему земли, намеревался укрепить пограничную линию, поставив на границе отдельные племена. Хусейн-хан на границе с магалом Шарур при помощи паши Карса поставил племена айрум и талын во главе с Гафар-ханом, у границы магала Апаран во главе с Исмаил-ханом разместили племя агсаккалы, на стороны района Памбаки и Казахской дистанции во главе Исмаил и Мардан ханов племена карапапах, у магала Гёкча, Шамшадильской дистанции и районе Елизаветполя и Карабаха они разместили ещё племя карапапах во главе с Нагы-ханом. Хусейн-хан прогнал российских солдат, стоявших в районе Гил близ Севана. Генерал Севарсамидзе обратился по этому вопросу в своём письме к хану. Однако Хусейн-хан, заявивший, что эти территории по закону принадлежат Эриванскому ханству, и счёл его недовольство необоснованным.
Видя, что российское командование не хочет терять земли вокруг Севана, хан начал нападать на сторожевые посты, принадлежавшие им. В начале ноября 1825 года небольшой отряд ереванской кавалерии внезапно напал на русскую сторожевую заставу, расположенную вокруг озера. Хотя находившиеся здесь российские войска отступили, по приказу Ермолова туда был направлен пехотный полк, оснащённый пушками. После этого российской армии удалось отбить сторожевой пост на берегу Севана. В этом случае ереванский хан пошёл на хитрость и вступил в разговор с полковником князем Севарсамидзе и попросил его держать вокруг озера кавалергардов. Полковник согласился с ним и вывел оттуда пехотный полк. Воспользовавшись этим, два батальона регулярных ереванских войск с четырьмя пушками снова пошли в атаку. Однако, услышав эту новость, полковник вернулся с армией. По распоряжению Ермолова казахский судебный пристав полковник Сагинов укрепил караульный пост, расположенный в Дилижанской долине, и приблизил этот пост к населённым пунктам. Полк с артиллерией был размещён вокруг реки Балыкчай. Весной 1826 года два русских пехотных полка напали на село Мирак и заняли его, где начали строить линию военных укреплений. Этот инцидент ещё больше обострил отношения между сторонами. Хусейн-хан сообщил об этом Аббас-мирза.
Миссия генерала Меньшикова, направленного в Тегеран для переговоров, результатов не дала. Таким образом, в июне 1826 года началась вторая русско-персидская война. Согласно плану наступления, составленному иранской армией, их войска должны были постепенно продвигаться в сторону Карабаха, захватить крепость Шуша, а затем Гянджу и двигаться в направлении Тбилиси. Во этой войне ереванский хан сначала двинулся в магалы Шарур и Памбаки, где ему пришлось дожидаться общего нападения вместе с Аббас-мирзой с востока. После того, как Аббас-Мирза захватил Шушу, они должны были объединиться. Грузинский принц Александр должен был напасть на Кахетию с каджарским войском, подойти к Тифлису с северо-востока, соединиться и атаковать общей силой.
16 июля 1826 года войска Хусейн-хана напали на Мирак, а войска его брата Гасан-хана вошли в Шарур. Российские войска отступили, понеся большие потери. 16 июля того же года ереванский хан с 5-ти тысячным войском перешёл границу и вынудил генерала Северсамидзе, командира Тифлисского пехотного полка, отступить из лагеря Мирак на станцию Гюмри. Балыгчай, Садагачай, Сисиан и другие сторожевые посты, находившиеся в руках российских войск, были уничтожены. Войска Гасан-хана взяли под контроль гюмрийскую дорогу. Таким образом, магалы Памбаки и Шарур были схвачены за короткий промежуток времени.
Мирза Адигезаль-бек пишет об этом:
```
— «После того, как князь Савирза Мирза (Севарсамидзе) покинул Памбак и Шарур, Хусейн-хан и Гасан-хан пришли из Еревана, сорвали крыши и камни, принадлежавшие российскому правительству, подожгли их и овладели ими»
[
43
]
.
```

В целом в ходе боев за освобождение магалов Памбаки и Шарур с 16 июня по 21 сентября под командованием генерал-майора убито 92 российских солдата, ранено 2 офицера и 37 рядовых, взято в плен 2 офицера и 25 рядовых. 26 июля Ермолов направил в Балыгчу отряд из 160 человек Тифлисского полка под руководством капитана Воронкова. Эта группа везла туда продовольствие и артиллерию. 27 июля, не дойдя до станции, они были окружены тысячной ереванской конницей. В результате боя отряд капитана Воронкова был уничтожен ереванцами. 17 из них были ранены и взяты в плен, 38 удалось бежать, остальные уничтожены.
Уничтожение отряда капитана Воронкова, захват ереванцами продовольствия и боеприпасов поставили российский отряд в Балыгчае в безвыходное положение. По приказу капитана Переверзиева российские войска оставили Балигчай. По его приказу пехотная группа численностью 300 человек при 2-х пушках ночью 28 июля покинула Балыкчай и отступила к селу Бёюк Гаракилсе. В очень короткий срок войско Хусейн-хана захватило все русские сторожевые посты вдоль границы, оставив Бёюк Гаракилсе. Однако завершить эту победу ереванский не смог —судья он встал вокруг Севана и стал ждать Аббаса-Мирзы. Если князь отвоюет Гянджу, он должен присоединиться к армии Хусейн-хана и идти на Тифлис. Воспользовавшись этим, российские части выиграли время и смогли соединиться, несмотря на серьёзные потери. У них имелось 4 батальона, 3 дополнительные дивизии с 20 орудиями и кавалерийский отряд в 370 человек. Хотя 29 июля генерал Севарсамидзе получил дополнительную помощь, положение российских войск оставалось тяжелым. Село Бёюк Гаракилсе со всех сторон была сильно окружена ереванской армией. С одной стороны, давление ереванцев, а с другой стороны, нехватка продовольствия, выбило их из рук. Видя, что положение тяжёлое, Ермолов приказал всем силам отойти к крепости Джалалоглу. 1 августа русская армия отступила, сжигая постройки.
14 июля 1826 года конница ереванского захватила немецкую слободу, построенную российским командованием близ Тифлиса, а в ночь с 1 на 2 сентября Гасан-хан конным отрядом численностью более 3000 человек захватил созданное в Лори греческое поселение. Однако 3 российских взвода и часть их артиллерии, дислоцированные в Джалалоглу, начали преследование. Хусейн-хан направился в сторону Шамшадильской дистанции от Севана. Генерал Ермолов двинулся, чтобы помешать ему со своим отрядом. Российским войскам удалось отбили немецкое и греческое поселения.
1 августа 1826 года царь Николай I издал указ о начале военного похода на Ереван и количестве войск для участия в нём. В том же указе, направленном генералу Ермолову, говорилось: — «Срочно идти на иреванского военачальника. Жду от вас в ближайшее время следующего ответа: с божьей помощью военачальник ушёл и Иреванская область полностью захвачена — вы и 15-ти тысячное русское войско достаточно для победы». Однако выполнить указание, данное 1 августа, генерал Ермолов не смог. Поскольку контроль над всеми ханствами был утерян, российские войска не могли продвигаться в сторону Еревана.
Несмотря на их мастерство в первый период войны, поражения иранских войск в Шамхорском сражение и битве в Гяндже не могли не сказаться на Эриванском ханстве. Войска хана начали отступать. Магалы Памбаки и Шарур снова почти опустели. Российские войска продвинулись вперед и 21 сентября подошли к крепости Джалалоглу и расположились там лагерем.
Ереванские войска часто нападали на российские воинские части, укрывавшиеся в крепости Джалалоглу. 15 сентября 1826 года по приказу Ермолова генерал-майор Давудов был отправлен в крепость Джалалоглу в сопровождении 1000 грузинских кавалеристов. Он оставил в крепости 4 пехотные дивизии с 3 пушками и 400 кавалерией и атаковал Гасан-хана с 3-мя батальонами с 12-ю пушками и 900 кавалерийскими частями. По пути к российской армии стали присоединяться армянские добровольцы. 19 сентября российская армия двинулась в сторону села Мирак. Гасан-хан отступил со своей конницей, избегая боя. Этот марш российских войск привел к большим разрушениям в сёлах, расположенных на границе. Также вернувшиеся русские войска разграбили и полностью разрушили 8 деревень. Русская армия вернулась в Гюмри 23 сентября, а 29 сентября вернулась в крепость Джелалоглу.
К началу 1827 года почти все иранские войска отступили из азербайджанских ханств после их разгрома. Также Николай I заменил главнокомандующего российскими войсками на Южном Кавказе Алексея Ермолова на Ивана Фёдоровича Паскевича. 29 марта 1827 года в распоряжение генерал-адъютанта И. Ф. Паскевича был принят начальствующий состав Отдельного Кавказского корпуса.
26 марта 1827 года барон Дибич объявил о начале военных действий Эриванскому ханству. В начале апреля по приказу генерала Паскевича передовой отряд российских войск под командованием генерала Бенкендорфа в сопровождении армянского архиепископа Нерсеса начал движение к Еревану. 11 апреля Бенкендорф подошёл к Судакенду, находившемуся в 40 верстах от Эчмиадзина. В это время для российской армии возникли неблагоприятные условия. Всё население Еревана было переселено к югу от Аракса, территория ханства опустела; невозможно было снабжать российские войска продовольствием. Голодающие солдаты даже стали питаться корнями растений.
Хусейн-хан сделал соответствующие приготовления к обороне, чтобы облегчить сопротивление российским войскам. Эриванская крепость была дополнительно укреплена. Для этого также использовались советы английских инженеров. По приказу хана из сёл в крепость возили запасы зерна. Численность гарнизонных сил только в Эриванской крепости достигала 5000 человек. В крепости было размещено 26 пушек. Часть местного населения была переселена южнее Аракса, часть ушла в горы, а другая часть укрылась в крепостях. Именно по этой причине попытки российской армии собрать продовольствие из сёл ханства не дали никаких результатов. С другой стороны, войска хана, разделённые на отдельные подвижные отряды, наносили внезапные удары по отряду генерал-адъютанта Бенкендорфа и затрудняли их марш.
Бенкендорф решил атаковать Сардарабадскую крепость, которая была второй по величине крепостью в ханстве. Сардарабадский форт, окружённый сухим рвом, имел 22 пушки. Численность гарнизона крепости достигала 3000 человек. Начальником крепости были Гасан-хан и Фатали-хан, брат и внук ереванского хана. Хотя генерал Бенкендорф, пытавшийся внезапным приступом захватить крепость Сардарабад, утром 16 апреля атаковал крепость силами 5 взводов и 4 орудий, он смог скрытно подойти к крепости только к вечеру. Однако люди в крепости узнали о прибытии российских войск, они сумели отбросить русских, обстреляв из пушек. Бенкендорф отправил гонца к начальнику крепости для добровольной сдачи людей. Фатали-хан отклонил эту просьбу Бенкендорфа и ответил: — «Лучше мне умереть под его развалинами, чем сдать крепость». Бенкендорф приказал открыть сильный артиллерийский огонь по форту в ночь с 16 на 17 апреля. Однако в результате контратаки гарнизона крепости, результата добиться не удалось. 17 апреля российские войска отступили к Эчмиадзинскому монастырю. 23 апреля в лагерь прибыл обоз с продовольствием, отправленным из Тифлиса, этого продовольствия им хватило на 10 дней.

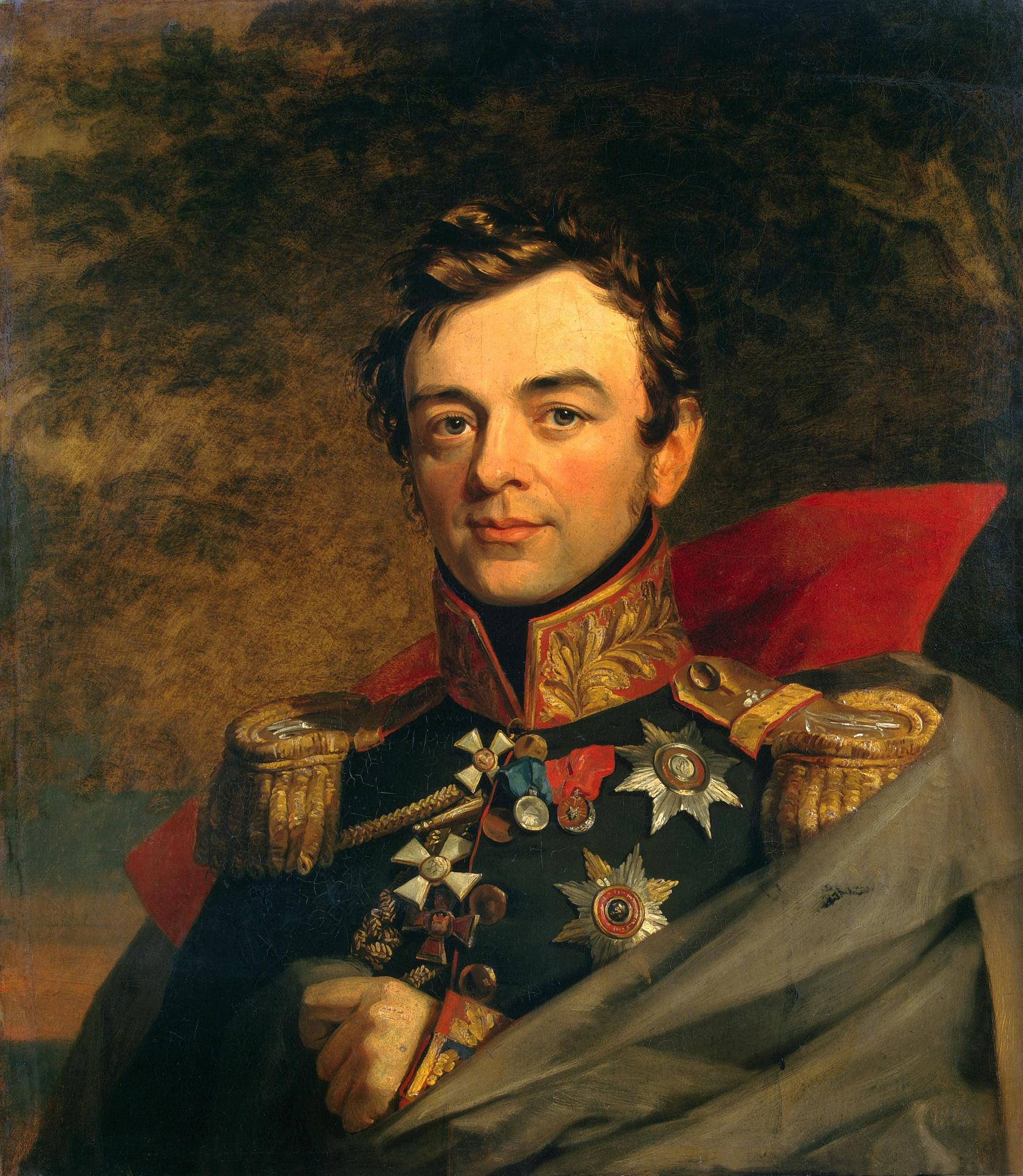
Иван Паскевич

Временно решив проблему голода, Бенкендорф решил напасть на Эриванскую крепость. Войска разделились на отдельные отряды и 24 апреля форсировали у реки Раздан и двинулись в юго-восточном направлении. Подойдя к крепости, они захватили курган под названием «Муханнат Тепе» (азерб. Müxənnət təpə), расположенный на её юго-востоке. Увидев продвижение российских войск, Хусейн-хан послал два батальона воинов, состоящих из пехоты и конницы, для удержания садов, расположенных со стороны южных и восточных ворот крепости. В результате битвы ереванская армия потерпела поражение. Генерал Бенкендорф разместил два карабинерных полка на «Муханнат Тепе» и грузинский полк в садах, а сам и другие отряды расположились лагерем в южной части крепости. 25 апреля 1827 года «Ширванский батальон» под руководством подполковника Аристова овладел «холмом Ираклия», расположенным с западной стороны крепости, и установил там артиллерию. Эриванская крепость стала подвергаться интенсивному обстрелу из размещённых там орудий. К полудню огонь стих, «Ширванский батальон» вернулся в лагерь, а два карабинерных полка под руководством майора Хамутского были остановлены у «холма Ираклия» с 4 пушками. Пригородная часть Еревана с восточной стороны оставалась открытой. В сторону реки Раздан тянулись базар, мечеть и поместья. 27 апреля эта часть города была захвачена российскими войсками. Таким образом, в этот день кольцо окружения, выстроенное вокруг Эриванской крепости, было замкнуто.
После полной осады крепости генерал Бенкендорф начал переговоры с ереванским ханом через начальника крепости Субхан Кули-хана. Генерал сначала предложил хану деньги, но когда увидел, что это безуспешно, то пообещал, что если хан сдастся добровольно, то он будет сохранён у власти российским государством и ему будут возвращены его прежние доходы. Однако Хусейн-хан предложение генерала не принял. По приказу хана в ночь с 29 на 30 апреля ереванская конница внезапно атаковала российские гвардейские отряды, охранявшие мост через реку Раздан. Цель состояла в том, чтобы прорвать осаду противника и войти в Эриванскую крепость. Однако сильный артиллерийский огонь российской армии помешал продолжить эту атаку до конца.
Гасан-хан, брат ереванского хана, 7 мая начал поход с 4-мя тысячным войском и расположился лагерем у впадения реки Аракс в Раздан. Услышав это известие, генерал Бенкендорф сначала отправил в разведку для сбора сведений об ереванской армии поручика Коцебу. Вечером 8 мая генерал тайно продвигаться к лагерю ереванцев с 1200 казачьей конницей и двумя дивизиями с 1 пушкой. Российское войско рано утром подошло к устью Раздана и атаковало ереванское войско. Группа Гасан-хана, застигнутая врасплох, понесла большие потери и отступила в сторону крепости Сардарабад.
12 мая 1827 года под предводительством генерала Паскевича основные российские силы, а также 500 грузинских и армянских дворян двинулись на Ереван. После Паскевича 17 мая на территорию Эриванского ханства двинулся первый армянский кавалерийский полк, организованный с согласия императора Николая I. 8 июня Паскевич, направляясь из Эчмиадзина в сторону Эриванской крепости, начал собирать информацию о местных крепостях.
Когда Паскевич достиг окрестностей Эриванской крепости, он узнал, что Бенкендорф ведёт переговоры с Субхан Кули-ханом. Несколько дней назад Субхан Кули-хан сообщил генералу Северсамидзе, что хочет встретиться с главнокомандующим российскими войсками. Когда Паскевич передал коменданту крепости сообщение о своём прибытии, Хусейн-хан сказал генералу Северсамидзе:
— «Если речь не идёт о сдаче крепости, то я разрешаю коменданту крепости свидание с Паскевичем. Бессмысленно — потому-что я никогда не сдам крепость». После этого Паскевич приказал прервать все связи с крепостью.
На первом этапе боев Паскевич не добился успеха. Потому что, с одной стороны, шах держал в Ереване гарнизон, вооружённый английским оружием, а с другой стороны курдские племена, занимавшиеся грабежом российской армии, отвлекали командование. Также отрицательно сказывалась суровость климата. Учитывая обстановку, генерал-адъютант Паскевич временно отказался от осады Эриванской крепости и мобилизовал свои главные силы для наступления в направлении Нахичевана. Перед походом на юг главнокомандующий сменил начальник осады Бенкендорфа на генерал-лейтенанта Красовского. 20-я стрелковая дивизия Красовского, Севастопольские и Крымские стрелковые 39-й полки и 40-й егерские полки, 6-й батальон с 38 орудиями окружили крепость.
Хотя Паскевич добился успеха в Нахичеване, положение российских войск в Ереване было тяжёлым. Жара и болезни, распространявшиеся среди воинов, день ото дня ухудшали состояние русских войск. Получив от Паскевича разрешение снять осаду Еревана, Красовский в полночь 21 июня отступил к Эчмиадзину. Воспользовавшись отступлением основных сил российской армии, Хусейн-хан начал поход на овладение монастыря Эчмиадзин, которую оборонял небольшой гарнизон.
2 июля ереванский хан двинулся на Эчмиадзин и осадил этот район. Хан первым начал переговоры о добровольной сдаче монастыря. Однако начальник гарнизона отклонил просьбу хана о добровольной сдаче. Хусейн-хан, получивший отрицательный ответ, взял под свой контроль все дороги и тропы, чтобы отрезать связь с монастырём. Услышав это известие, генерал Красовский 3 июля двинулся в сторону Эчмиадзина. Услышав о приближении российской армии, ереванский хан взял осаду и отступил к Эриванской крепости. 1 августа четырёхтысячное войско под предводительством хана атаковало из шести орудий российские грузы и больных у села Ошакан и сильно поразило их. Однако он вернулся в Эриванскую крепость, узнав, что генерал Красовский идёт на помощь с дополнительными войсками.
Российская армия, стоявшая в Эчмиадзине, до 1 июля занималась укреплением её обороны и, оставив там некоторую часть армии, расположилась лагерем у селе Чингилли, расположенного на берегу реки Абаран, в 35 верстах от Эчмиадзина. Преследовавшие российские войска ереванские войска наблюдали за ними у подножия горы Арагац, в 10 верстах от их лагеря. Ереванский хан написал Аббасу-Мирзе письмо и попросил его о помощи, который сосредоточил свои силы и 17 августа в Ошаканской битве нанёс сильный удар российским войскам под предводительством генерала Красовского. Бой, длившийся с 7 утра до 4 часов дня, закончился в 2 верстах от Эчмиадзина.

### Захват Сардарабадской крепости 1827 года

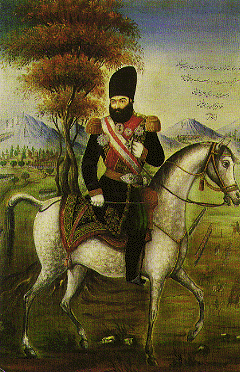
Аббас-Мирза

В ночь на 19 августа Аббас Мирза вышел со своим войском из Ошакана и стал лагерем на правом берегу Раздана, в 20 верстах от Еревана. В это время в Вардаблур прибыли крепостно-разрушающие[какие?] орудия для осады, которых ждали российские войска. Вечером 19 августа в Ошакан прибыл генерал-майор Лаптев с 4-х пушечным кабардинским полком на соединение с отрядом генерал-лейтенанта Красовского. Однако Аббас-Мирза уже покинул это место со своей армией. Утром 20 августа генерал Красовский также покинул Ошакан и присоединился к отряду майора. Паскевич приехал в Ереван 20 августа 1827 года. 3 сентября, когда российское подошло к реке Гарни, Аббас-Мирза отступил к крепости Гарагала, находившейся в 15 верстах от крепости Сардарабад, а затем к Маку. Главные силы российской армии вышли к Эчмиадзину 5 сентября.
29 августа 1827 года собравшиеся в Эчмиадзине российские войска выбрали своей целью Сардарабадскую крепость. Генерал Паскевич знал, что в крепости большой запас продовольствия, и необходимо было захватить эту крепость, чтобы обеспечить дальнейший марш русских войск. 11 сентября генерал Паскевич с объединёнными силами начал поход на крепость Сардараб и на следующее утро подошёл к ней. Крепость обороняли войска ереванского хана и его брата Гасан-хана. 14 сентября армия генерала Красовского осадила Сардарабадскую крепость.
Гарнизон Сардарабадского крепости состоял из 14-ти орудий и отряда в 1500 человек. 16 сентября ситуация резко изменилась после того, как в крепость были доставлены осадные орудия. 18 сентября начался артиллерийский обстрел форта. В этот день по крепости было выпущено 500 снарядов. В результате обстрела была разрушена квадратная башня крепости. Защитники, находившиеся под постоянным огнём, в 5 часов 19 сентября сдались. По переговорам с Паскевичем защитникам дали 24 часа на сдачу. В то же время усилился обстрел крепости. Вечером 19 сентября ереванский гарнизон покинул крепость. Таким образом, Сардарабадская крепость была захвачена русскими войсками.

### Взятие Эриванской крепости 1827 года
После битвы при Ошакане Хусейн-хан вместе с Аббас-Мирзой переправились через реку Аракс и отступил к крепости Маку. После захвата Сардарабадской крепости, Эриванскую крепость возглавил Гасан-хан. Несмотря на военные неудачи Ирана, силы Хусейн-хана в Ереване продолжали сопротивляться Российской империи. Основное внимание Паскевича было сосредоточено на взятии Эриванской крепости. Гасан-хан, сумевший выйти из осады Сардарабада, укреплял крепость Эривань. 21 сентября Паскевич направил к Эчмиадзину свою осадную артиллерию. На следующий день вся группа должна была уехать в Ереван. Полковник Хомутов был назначен комендантом Сардарабада. Гарнизон крепости состоял из одного батальона, двух пушек, армянского и казачьего отрядов из Крымского полка. 23 сентября войска Паскевича расположились лагерем в 2 верстах от Эриванской крепости, овладели городищем Муганлытепе, находившимся в 750-ти саженях от крепостных стен, и осмотрели крепость.
25 сентября российские войска разместили артиллерийские орудия на «холме Муханнат», расположенном на восточной стороне Еревана, и произвели несколько выстрелов по крепости. Таким образом, начался обстрел крепости российской артиллерией. На следующее утро 6 новых орудий и 4 мортиры были установлены на холме, расположенном в восточной части форта, в 300 саженях от стен форта. Утром 26 сентября крепость подверглась сильному обстрелу из этих орудий. Гарнизон крепости ответил российским войскам пушками. Однако из-за отсутствия опытных артиллеристов выпущенные ими снаряды не беспокоили российские войска. В ночь на 27 сентября параллельно первой батарее с правой стороны поставили 12 новых орудий, а с левой — 6. В этот день крепость подверглась сильному обстрелу из 18-ти орудий. Пушечные ядра повредили стены крепости, однако ереванцы смогли вовремя восстановить разрушенное место. Обстрел форта из этих орудий продолжился и на следующее утро. Пушечные ядра вызвали большие разрушения внутри. В результате обстрела крепостная стена, башни и постройки были сильно повреждены, а несколько пушек, ответивших российской армии, были выведены из строя․
30 сентября осада крепости ещё более сузилась. Крепостные стены обстреливались со всех позиций. В ночь на 1 октября по приказу Гасан-хана защитники крепости вновь обстреляли российские войска. Однако эта затея не дала никаких результатов. В 8 часов утра 1 октября несколько человек подняли белый флаг с башни на восточной стороне крепости и объявили, что хотят сдаться. Однако в вопросе о капитуляции в крепости разделились две фракции. Хотя часть защитников крепости хотела сдаться, другая часть во главе с Гасан-ханом хотела сопротивляться; и хотя белый флаг был поднят, в некоторых частях крепости сопротивление продолжалось.

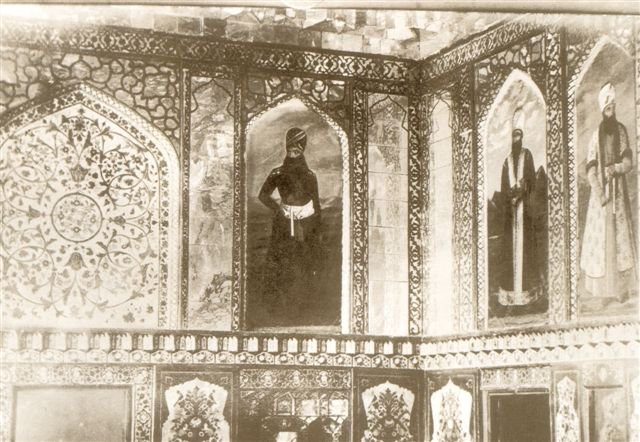
В зеркальном зале дворца сардара (слева направо): картины Мирзы Кадыма Эривани с изображением Аббаса-Мирзы, Хусейн-хана и его брата Гасан-хана Каджаров

Чтобы не допустить их побега из Эриванской крепости, российское командование решило взять под контроль все выходы. Одна уланская дивизия и 100 казачьих отрядов стояли на реке Раздан у северных ворот крепости. Две дивизии егерских отрядов овладели выходом из крепости с западной стороны. Кроме того, российская армия расчистила ров перед внешними воротами крепости и подошла к внутренним воротам. Белов, призывавший их сдаться на азербайджанском языке, погиб там от ружейного выстрела самого Гасан-хана. Российская армия усилила обстрел крепости. В результате обстрела ворота крепости были повреждены, и российские войска смогли войти в крепость.
Гасан-хан, отступивший в одну из мечетей крепости с примерно 200 человек, продолжал сопротивление. К вечеру Эриванская крепость попала в руки захватчиков. Наряду с Гасан-ханом, комендантом крепости, были взяты в плен: Субхан Кули-ханом — командир особого батальона, Гасым-хан, Джафар Кули-хан Марандлинский, Алимардан-хан Тебризский, Ахарли Асланом хар и Фетх-Али хан, последний был внуком ереванского хана, и другие были взяты в плен. Таким образом, 13 октября Эриванская крепость была взята.
После занятия Еревана российская армия начала марш в южном направлении и заняла территории вплоть до Тебриза, включая Хой, Меренд, Сельмас, Марагу и другие места. Опасаясь наступления российской армии на столицу, правительство Ирана было вынуждено начать переговоры. После долгих переговоров 10 февраля 1828 года в селении Туркманчай близ Тебриза между Российской империей и Ираном государством был подписан договор, состоящий из 16 статей. Согласно третьему пункту этого договора Эриванское и Нахичеванское ханства передавались Российской империи.

### Дальнейшая судьба

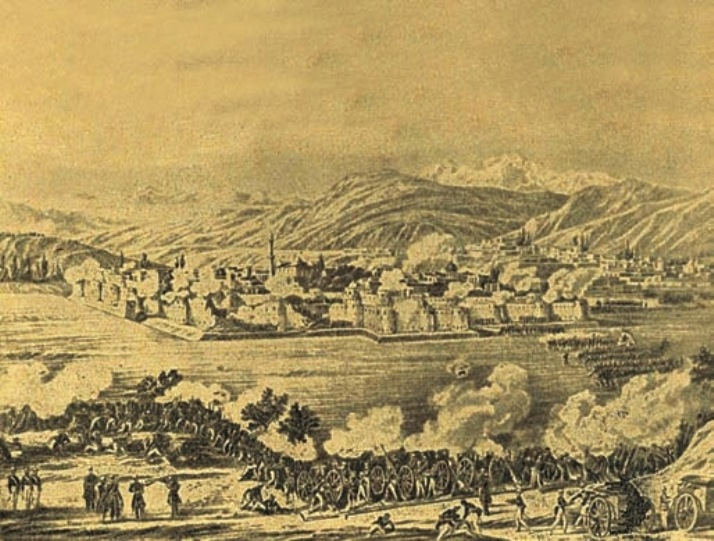
Взятие Эриванской крепости. Художник Карл Беггров, 1827 год

О дальнейшей судьбе Хусейн-хана, отправившегося после во дворец к Каджарам в Иран, сведений очень мало. Одним из ценных сведений для изучения дальнейшей жизни хана является письмо А. Грибоедова графу Паскевичу от 23 сентября 1828 года. В письме говорилось, что «судьёй Хорасана назначен бывший военачальник Еревана, и нельзя не радоваться тому, что этот вредный человек удалился от наших границ. В общем, пишут, что восстание было против притеснения Гасан-Али Мирзы, сына шаха. Они надеются, что с прибытием военачальника скоро установится спокойствие». Также, помимо Еревана, вокруг города Казвина были сёла, принадлежавшие Хусейн-хану. Он умер в 1831 году, через 4 года после занятия Эриванской крепости.
Хусейн-хан управлял ханством совершенно самостоятельно, находясь лишь в номинальной зависимости от Ирана. Он правил с перерывами 22 года до 26 октября 1827 года, когда город был уже взят русскими войсками. После подписания Туркманчайского договора он был послан в Хорасан для усмирения мятежа хорасанских ханов. Впоследствии те добились от шаха отзыва Хуссейн-хана из Хорасана.
По одной версии Хусейн-хан скончался в 1829 году, по другой — в 1831 году, спустя 4 года занятия Эриванской крепости.

## Экономическая деятельность
Товары, вывозимые из Эриванского ханства, были в основном сельскохозяйственными продуктами. Среди этих продуктов основное место занимало производство пшеницы и ячменя. Магалы вокруг Еревана — Гырхбулаг, Сардарабад, Шарур, Памбаки славились производством зерна. Поля возделывались в основном весной и осенью. Зерновые культуры сеяли преимущественно осенью в горных районах, а весной в низинах. Во времена Хусейн-хана в ханстве было произведено 34.185 халваров пшеницы, 11.500 халваров ячменя, 12 халваров льняного семени и 24 халвара кунжута. Ереванский хан полностью монополизировал хлопок. По его указу простые крестьяне, дворяне и помещики, занимавшиеся выращиванием хлопка, должны были продавать этот продукт только хану. Ханского хлопка покупали у них по 0,1 тумана за каждый халвар. Он получил большой доход, продав один халвар купленного им у населения хлопка по низкой цене в 12 районов. В этот период население ежегодно собирало в среднем 2100 халваров хлопка.
И. Шопен пишет, что из-за большого спроса на соль у подножия горы Гулп (азерб. Goğb) работали две соляные шахты, расположенные на расстоянии 50 саженей. Для управления этими рудниками Хусейн-хан выделил троих своих приближённых и назначил им хорошее жалованье. И. Шопен отметил, что во времена Хусейн-хана от производства соли получали большой доход — 14.000 рублей серебром в год.
Визирь ереванского хана — Мирза Исмаил передал его российским чиновникам на основании налогового списка. Однако, поскольку достоверность этих сведений была подвергнута сомнению, в 1829 году была снова проведена ревизия общего дохода, и были получены мало отличающиеся результаты. Так, по налоговой таблице визиря Мирзы Исмаила, общая стоимость продуктов земледелия, ежегодно поступающих в государственную казну в качестве налогов, во времена Хусейн-хана составляла 305.218 рублей 51 копейку, а по камеральному описанию состоявшемуся в 1829 году сумма этого вида налога составляла 314.027 рублей 4 копейки. В 1813 году секретарь английского посольства в Ереване Морьер также предоставил сведения об общей сумме налогов, поступающих в казну за год. Величину налога он указал так: оба вида денежного налога 150.000 туманов, дорожный налог 12.000 туманов, соль 6.000 туманов, чрезвычайные расходы шаха 6.000 туманов и собственное жалованье сардара 600 туманов. В итоге общий доход всего ханства составил 174.000 туманов или 696.000 рублей серебром.
Территория Эриванского ханства ранее административно делилась на 12 магалов (районов). Позже Хусейн-хан создал 3 новых магала, тем самым увеличил их количество до 15-ти. При делении ханства на уезды учитывалось, что все уезды могут пользоваться оросительной системой на территории ханства. Это имело решающее значение для развития сельского хозяйства на территории ханства.

## Культурная деятельность

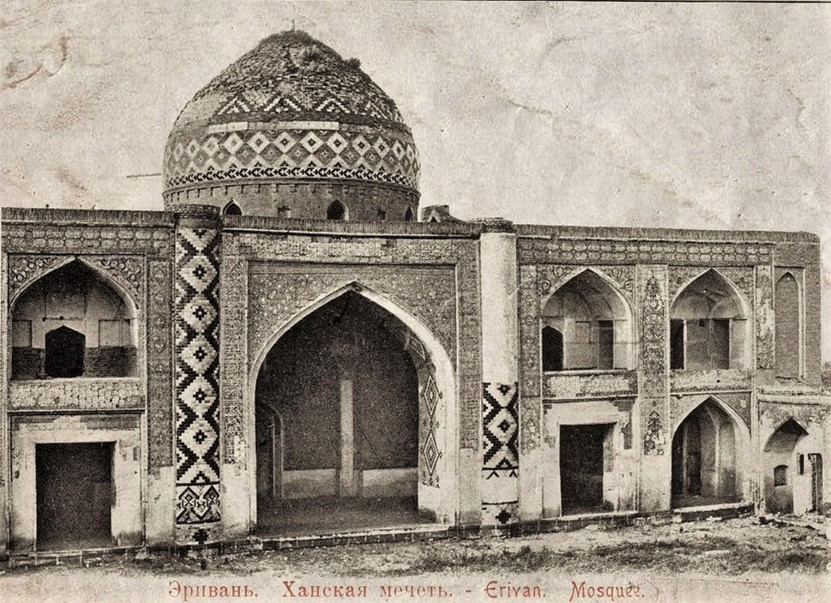
Изображение мечети Аббаса-Мирзы на почтовой карточке. Ереван, 1917 год

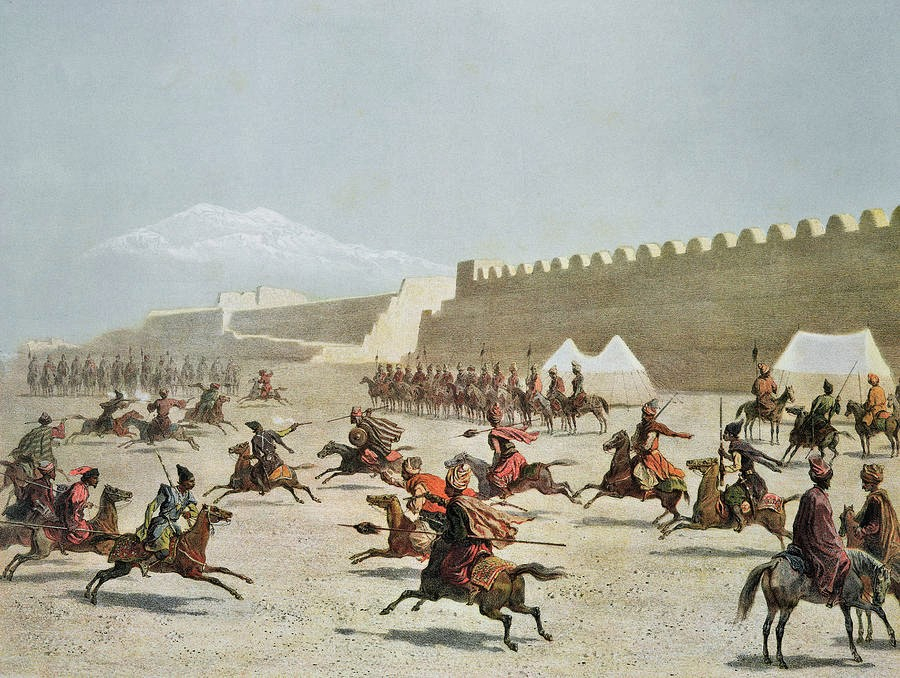
Сардарабадская крепость, художник Григорий Гагарин, 1847 год

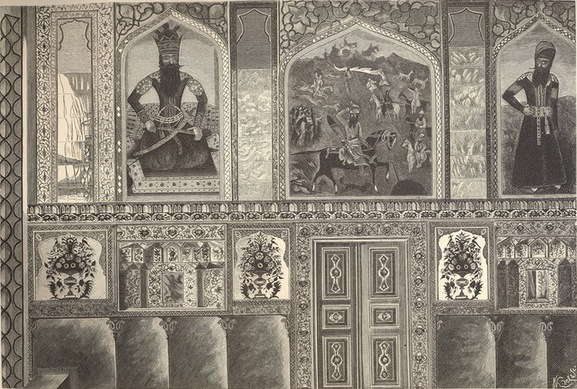
Настенные росписи, написанные художником Мирзой Кадымом Эривани во дворце хана

В начале XIX века в период правления Хусейн-хана была построена мечеть, получившая название мечети Аббас-Мирзы в честь принца из династии Каджаров. После взятия Еревана Российской империей она была превращена российской армией в оружейный склад.
Строительство Сардарабадской крепости, второй по величине в Эриванского ханстве, было начато в 1810 году по приказу Хусейн-хана и завершено в 1815 году. Крепость построена на левом берегу Аракса, на четырёхугольной площадке. Эта сырцовая крепость, 4 версты в окружности и с башней с трёх сторон, была обнесена двойной стеной. Наружная стена была толще и выше. 6 башен располагались на внешней стене и 4 на внутренней стене. С южной стороны замка была единственная стена. Сад с этой стороны был широким и густым, поэтому подойти к замку было трудно. Как и все военные форты, Сардарабадская крепость был окружен рвом. В крепости был ханский дворец и 700 домов. Здесь содержались 22 пушки и гарнизон в 3000 человек. Начальником крепости был брат хана — Гасан-хан. Когда последнего не было в замке, его заменял внук хана — Фатали-хан.
Водный канал, проложенный от реки Аракс до крепости, снабжал население как поливной, так и питьевой водой. Кроме того, поскольку во время осады этот канал можно было перекрыть и изменить направление, несколько колодцев и резервуаров были заполнены водой из канала и сохранены в резерве.
Хусейн-хан также выполнил ряд работ по архитектуре Эриванской крепости. Во время иноземных набегов замок часто ремонтировали и улучшали. Со стороны Франции и Англии присылались свои специалисты для улучшения крепости в соответствии с договорами, заключёнными с Каджарами.
Хотя фруктовые сады сильно пострадали в районах в военное время, хан Еревана уделил особое внимание развитию этой сферы. Он расширили садовые площади и обогатил эти участки фруктовыми деревьями, привезёнными из Ирана и Индии. Сады, принадлежащие хану, и казна находились под присмотром садовника. Он всегда уделял внимание благоустройству этих садов, сажал деревья и цветы в определённые времена года.
Российский писатель и дипломат А. С. Грибоедов в качестве секретаря российской миссии в Иране посетил дворец Эриванского хана в феврале 1819 года. По существующей традиции Хусейн-хан устроил пир в честь гостей. Грибоедов подробно описал зеркальный зал, где ереванский хан принимал гостей. Он рассказал, что пол зала устлан дорогими узорчатыми коврами, потолок и стены зала украшены японскими узорами, рама окна во всю стену выполнена в стиле сетки, а стекло цвет. Выпуклый потолок был покрыт мелкими осколками зеркал, все стены украшены картинами в два ряда. Во времена Хусейн-хана дворец имел довольно современный вид.
Дворцовый комплекс был капитально отреставрирован в 1810 году во времена правления хана и к нему был пристроен ряд новых зданий. Представитель тебризской школы живописи Мир Абдуррза-хан выполнил роспись на стенах дворца в 1815 году.
После падения Эриванского ханства настенные росписи Сардарского дворца были восстановлены Мирзой Кадымом Эривани, который также родился в 1825 году в Ереване, во время правления Хусейн-хана. Здесь художник написал несколько оригинальных работ, в том числе портреты конкретных исторических личностей, наряду с восстановлением старинных декоративных панно и сюжетных композиций, украшавших дворцовые помещения, особенно стены зеркального зала. Этот портрет включает в себя картины Фетх-Али шаха, Аббаса-Мирзы, самого хана и его брата Гасан-хана.

## О нём
Александр Грибоедов в путевых записках 5 февраля 1819 года в Эривани отмечал:
«Сардарь Гуссейн-хан (из царствующего ныне поколения Каджаров) в здешнем краю первый по Боге, третий человек в государстве: власть его надежнее, чем турецких пашей; он давно уже на этом месте; платит ежегодно в бейрам, но всегда одинаково в виде подарка, а не государственных доходов, несколько тысяч червонцев, за которые имеет право взимать третию долю со всего, что земля производит, а расшутится, так и все три доли его. Разумеется, продавцы ждут, покудова он свою часть не сбудет с рук. Не только внутренняя торговля, — им часто стесняется и внешняя, несмотря на трактаты, которые так, как и Адам Смитова система, не при нем писаны. От себя содержит войско, но в военное время требует денег от двора. В судных делах его словесное приказание — закон, если истцы или ответчики не отнесутся к Шар, кодексу великого пророка, которого уставы неизменны»
Статский советник Иван Шопен называл Хусейн-хана не только управителем, но и «отличным хозяином». По его словам, Хусейн-хан «населил пустопорожние места, развел сады, рощи, прорыл новые канавы и привлек из разных мест во вверенное ему ханство множество жителей. Кроме того, он принимал деятельное участие во всяком торговом обороте, снабжал земледельцев скотом, плугами, семенами; купцов деньгами и товарами, и поставил область в довольно цветущее положение в сравнении с тем, что было при его предшественниках.».

## Интересные факты
- Портрет Хусейн-хана был изображён внутри дворца сардара, некогда существовавшего в Эривани[105].